# Telmatoscopus kii
Telmatoscopus kii är en tvåvingeart som beskrevs av Tokunaga och Komyo 1956. Telmatoscopus kii ingår i släktet Telmatoscopus och familjen fjärilsmyggor. Inga underarter finns listade i Catalogue of Life.